# Greccio
Greccio é uma comuna italiana da região do Lácio, província de Rieti, com cerca de 1.466 habitantes. Estende-se por uma área de 17 km², tendo uma densidade populacional de 86 hab/km². Faz fronteira com Contigliano, Cottanello, Rieti, Stroncone (TR).
Foi nesta floresta em 1223, que São Francisco de Assis montou o 1° Presépio do mundo, feito de argila e com animais de verdade.

## Demografia
| Variação demográfica do município entre 1861 e 2011                               |
|                                                                                   |
| Fonte: Istituto Nazionale di Statistica (ISTAT) - Elaboração gráfica da Wikipedia |